# Catanzaro

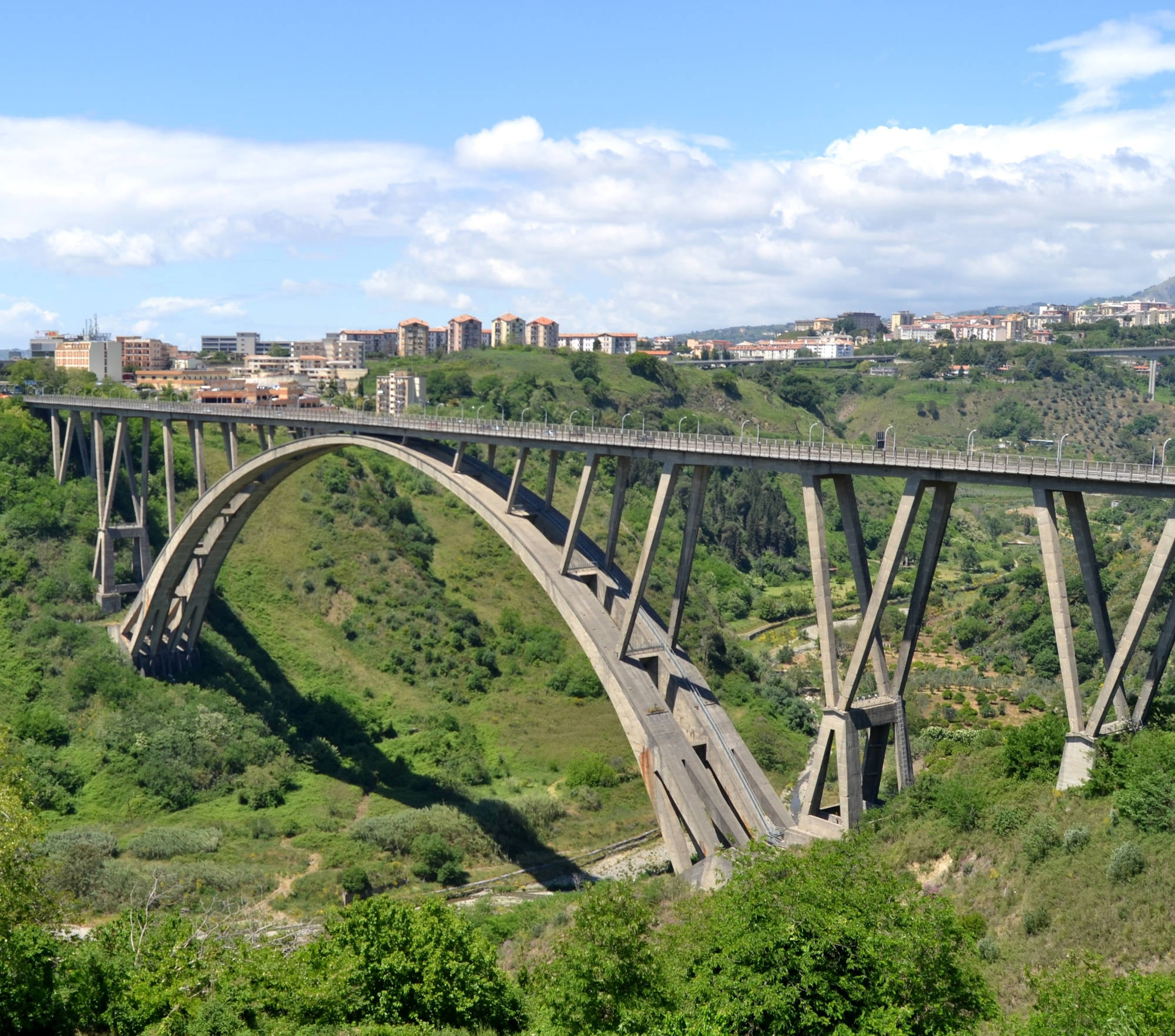
Catanzaro, Ponte Morandi

Catanzaro – miasto i gmina we Włoszech, w regionie Kalabria, w prowincji Catanzaro. Według danych z 31 grudnia 2016 gminę zamieszkiwało 90 240 osób.